# Ordine dell'Amicizia (Cecoslovacchia)
L'Ordine dell'Amicizia è stato una decorazione della Cecoslovacchia.

## Storia
L'Ordine è stato fondato nel 1976 per premiare i meriti degli stranieri allo sviluppo delle relazioni amichevoli con la Repubblica Socialista Cecoslovacca, in particolare nei settori della politica, dell'economia, della cultura, della cooperazione scientifica o per meriti allo sviluppo della cooperazione e della convivenza pacifica tra le nazioni.

## Insegne
- L'insegna era una stella a cinque punte con le estremità smussate, composte da sei linee e decorate con tre sfere alle estremità. Al vi era un medaglione rotondo con delle sfere rosse. Tra le punte della stella partivano dei raggi.
- Il nastro era rosso con una sottile striscia centrale rossa, bianca e blu.